# Provincia di Guarayos
La provincia di Guarayos è una delle 15 province del dipartimento di Santa Cruz nella Bolivia orientale. Il capoluogo è la città di Ascención de Guarayos.
Al censimento del 2001 possedeva una popolazione di 31.577 abitanti.

## Geografia antropica

### Suddivisioni amministrative
La provincia è suddivisa in 3 comuni:
- Ascención de Guarayos
- El Puente
- Urubichá